# Садове (Красноярське сільське поселення)
Садове (рос. Садовое) — селище Озерського міського округу, Калінінградської області Росії. Входить до складу Красноярського сільського поселення.
Населення —  603 особи (2015 рік). 

## Населення
| 1818 | 1863 | 1910 | 1925 | 1933 | 1939 | 2010 |
| ---- | ---- | ---- | ---- | ---- | ---- | ---- |
| 224  | ↗324 | ↗375 | ↘337 | ↗462 | ↘447 | ↗603 |